# Delftsche Studenten Schaak en Bridge Club "Paris"
De Delftsche Studenten Schaak en Bridge Club "Paris" (D.S.S.B.C. ''Paris'') is een schaak- en bridgevereniging in Delft. Het is een van de onderverenigingen die het Delftsch Studenten Corps rijk is.

## Naamgeving
Oorspronkelijk uitsluitend gericht op het schaken werd de vereniging vernoemd naar Paris, de "Griekse held" uit de Griekse mythologie die de mooie Helena schaakte en daarmee de Trojaanse Oorlog veroorzaakte. Hij werd in het verleden ook diverse keren in verband gebracht met de uitvinding van het schaakspel.

## Historie

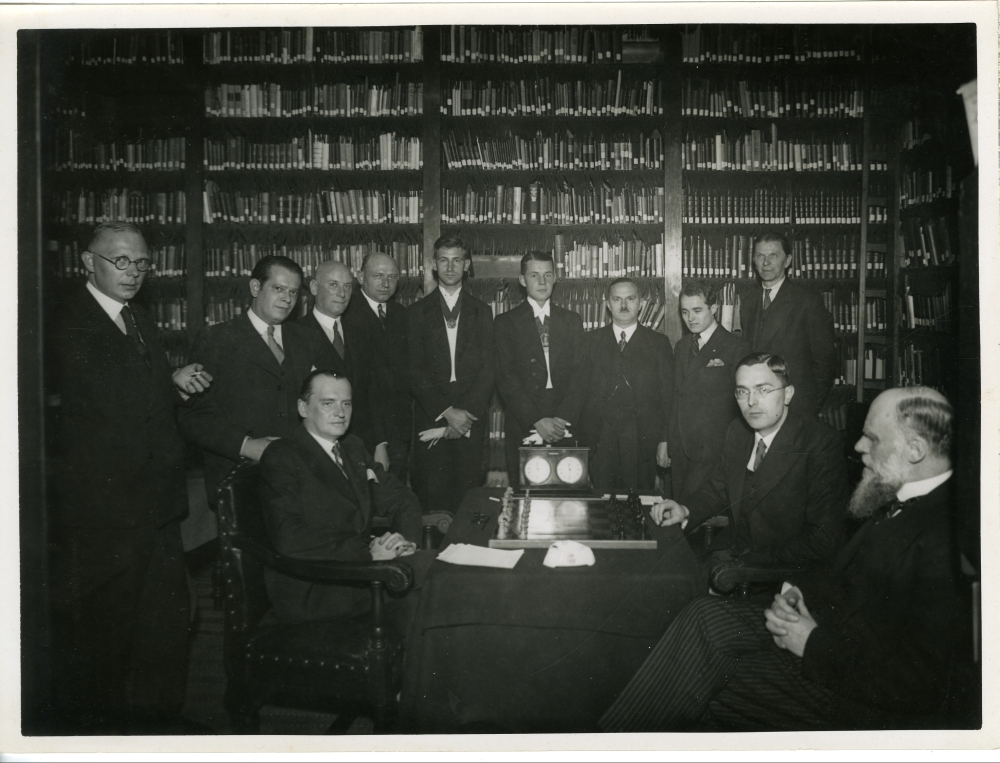
Aljechin en Max Euwe in Phoenix (1935). Zittend van links naar rechts: Aljechin, Max Euwe, minister Slotemaker de Bruine. Staand van links naar rechts: Hans Kmoch, secondant van Euwe; Salo Landau; Max Levenbach; Th.M.E. Liket; Kars Kamp; L.H. op ten Noort/Jansen?; G. van Harten, wedstrijdleider; Salo Flohr; en Geza Maroczy.

D.S.S.C. "Paris" werd in 1889 opgericht. Schaken was toen de focus van de vereniging.
In 1935 werd op sociëteit Phoenix een partij gespeeld tussen uitdager Max Euwe en de regerende wereldkampioen schaken Aljechin. Onder belangstellenden bevonden zich behalve internationale schaaksterren ook CHU-minister Slotemaker de Bruine, andere politici en enkele leden van Paris, onder wie de voorzitter Kars Kamp (1912-1943). De partij in de bibliotheek van de studentensociëteit eindigde in remise, maar uiteindelijk werd Max Euwe wereldkampioen.
Later is de focus van de vereniging uitgebreid door invoeging van het bridgen en denksporten in het algemeen en kreeg de vereniging de huidige naam.
In 1994 werd het 105-jarig bestaan van Paris gevierd. Er is echter vooralsnog geen sluitend bewijs dat deze vereniging sinds genoemde oprichtingsdatum ononderbroken heeft bestaan.